# Акіменко Михайло Сергійович
Михайло Сергійович Акіменко (рос. Михаил Сергеевич Акименко, нар. 6 грудня 1995) — російський легкоатлет, який спеціалузіється в стрибках у висоту, чемпіон світу серед юніорів.
У зв'язку з допінговим скандалом у Всеросійській федерації легкої атлетики, виступає на міжнародних змаганнях в статусі «допущеного нейтрального атлета».
На світовій першості-2019 в Досі здобув «срібло» в стрибках у висоту.